# Azamat Bitiev
Pas d'image ? Cliquez ici

a Compétitions nationales et continentales officielles uniquement.

b Matchs officiels uniquement.
Dernière mise à jour le 30 novembre 2020.
Azamat Bitiev, né le 12 septembre 1989, est un joueur russe de rugby à XV qui joue au poste de pilier. Il joue en 2020-2021 au sein de l'effectif du Ienisseï-STM.

## Biographie
Azamat Bitiev a débuté sur le tard. Enfant, dans son village de Kambileïevskoïe (ru) (en Ossétie-du-Nord-Alanie) où il grandit, il débute par le football, puis par la lutte libre. A 19 ans il arrête la lutte et se met à l'haltérophilie. Alors repéré pour ses caractéristiques physiques, il est invité à essayer le rugby à l'âge de 21 ans.  Il rejoint ainsi l'équipe du Sarmat Vladikavkaz, où il joue alors à VII. Mais l'équipe est dissoute. Diplômé, il commence sa vie active, mais reçoit des offres pour retourner au rugby. Il intègre alors le club du Krasny Iar. Afin d'acquérir de l'expérience, il est prêté sa seconde saison au Metallourg Novokouznetsk, où il obtient un temps de jeu conséquent. Au vu de ses bonnes prestations, il est appelé en équipe de Russie en 2014 pour disputer une tournée à Hong Kong. Mais il se blesse sur place et ne pourra débuter. Il aura l'opportunité de débuter sous le maillot russe un an plus tard, lors de Coupe des Nations de Hong Kong 2015 (en).
Grâce à ses performances, il devient un joueur régulier de la sélection nationale ainsi que du club du Krasny Iar. Il y remporte plusieurs titres, et est sélectionné pour participer à la coupe du monde de rugby à XV 2019 avec la Russie. À la fin de la saison 2019, il décide de rejoindre l'autre club de Krasnoïarsk, le Ienisseï-STM, afin de relever un nouveau défi.  

## Palmarès
- Coupe des Nations de Hong Kong 2015 (en), 2016 (en), 2017 (en)
- Championnat de Russie de rugby à XV 2015, 2021
- Coupe de Russie de rugby à XV 2015, 2018, 2019, 2021

## Statistiques

### En sélection
| Année | Compétition                              | Matchs | Points | Essais | Transf. | Drops | Pénal. |
| ----- | ---------------------------------------- | ------ | ------ | ------ | ------- | ----- | ------ |
| 2015  | Coupe des Nations de Hong Kong 2015 (en) | 2      | -      | -      | -       | -     | -      |
| 2016  | ENC 1A 2014-2016                         | 2      | -      | -      | -       | -     | -      |
| 2016  | Tests                                    | 2      | -      | -      | -       | -     | -      |
| 2016  | Coupe des Nations de Hong Kong 2016 (en) | 3      | -      | -      | -       | -     | -      |
| 2017  | REC 2017                                 | 5      | -      | -      | -       | -     | -      |
| 2017  | Test                                     | 1      | -      | -      | -       | -     | -      |
| 2017  | Coupe des Nations de Hong Kong 2017 (en) | 2      | -      | -      | -       | -     | -      |
| 2019  | REC 2019                                 | 2      | -      | -      | -       | -     | -      |
| 2019  | Coupe du monde de rugby à XV 2019        | 3      | -      | -      | -       | -     | -      |
| 2020  | REC 2020                                 | 2      | -      | -      | -       | -     | -      |
| Total | Total                                    | 24     | -      | -      | -       | -     | -      |